# Opeatogenys
Opeatogenys is een geslacht van straalvinnige vissen uit de familie van schildvissen (Gobiesocidae).

## Soorten
- Opeatogenys cadenati Briggs, 1957
- Opeatogenys gracilis (Briggs, 1955)